# Catonia sobrina
Catonia sobrina är en insektsart som först beskrevs av Fowler 1904.  Catonia sobrina ingår i släktet Catonia och familjen vedstritar. Utöver nominatformen finns också underarten C. s. albidovariegata.